# Vivek Ramaswamy
Vivek Ganapthy Ramaswamy, ameriški podjetnik in politik indijskega rodu, * 9. avgust 1985, Ohio, Združene države Amerike.
Bil je kandidat za nominacijo Republikanske stranke za predsedniškega kandidata na volitvah predsednika ZDA 2024. Kandidaturo je napovedal februarja 2023, kampanjo pa zaključil 15. januarja 2024. V novi Trumpovi administraciji bo z Elonom Muskom vodil Službo za vladno učinkovitost.

## Izobrazba
Do osmega razreda je Ramaswamy obiskoval javne šole. Nato se je vpisal v srednjo šolo St. Xavier High School in jo uspešno zaključil leta 2003. Diplomiral je na Univerzi Harvard leta 2007, s svojo nalogo na področju biologije si je prislužil nagrado Bowdoin. Izobraževanje je nadaljeval na Univerzi Yale in leta 2013 doktoriral iz prava.

## Kariera
Leta 2007 je skupaj s Travisom Mayem ustanovil Campus Venture Network, ki nudi programsko opremo in omrežne vire univerzitetnim podjetnikom. Podjetje sta leta 2009 prodala neprofitni organizaciji Ewing Marion Kauffman.
Leta 2014 je ustanovil biotehnološko podjetje Roivant Sciences. Podjetje je bilo ustanovljeno na Bermudih, davčni oazi, in je prejelo skoraj 100 milijonov dolarjev zagonskega kapitala od QVT Financial, kjer je Ramaswamy nekaj časa delal, in drugih vlagateljev. Roivantova strategija je bila odkupiti patente od večjih farmacevtskih podjetij za zdravila, ki še niso bila uspešno razvita, in jih nato dati na trg. Podjetje je ustanovilo tudi mnoge hčerinske družbe. Ramaswamy je bil generalni direktor Roivant Sciences do leta 2021.
V začetku leta 2022 je skupaj s srednješolskim prijateljem Ansonom Frericksom soustanovil Strive Asset Management, s sedežem v Columbusu v Ohiu. Podjetje se je med drugim javno deklariralo kot "anti-woke", prav tako nasprotuje sprejemanju investicijskih odločitev na podlagi okoljskega, socialnega in korporativnega upravljanja oz. kriterijem ESG. Ramaswamy je bil predsednik uprave podjetja do februarja 2023, ko se je posvetil kampanji za predsedniške volitve.

## Politika
21. februarja 2023 je Vivek Ramaswamy v pogovorni oddaji Tucker Carlson Tonight napovedal kandidaturo za nominacijo Republikanske stranke za kandidata za predsednika ZDA na predsedniških volitvah leta 2024. Od februarja do julija 2023 je svoji kampanji namenil več kot 15 milijonov dolarjev. Izpolnil je kriterije za soočenja Republikanske stranke, zato je sodeloval v večini debat; 24. avgusta v Wisconsinu, 28. septembra v Kaliforniji, 9. novembra na Floridi in 7. decembra 2023 v Alabami.
15. januarja 2024 je po tem, ko je na primarnih volitvah Republikanske stranke v Iowi zasedel četrto mesto, izstopil iz kampanje za nominacijo. V nadaljnji kampanji je podprl Donalda Trumpa.
Po tem, ko je aktivno sodeloval v predsedniški kampanji Donalda Trumpa, je po zmagi na predsedniških volitvah Trump napovedal, da bo tudi on del nove administracije. 12. novembra 2024 je Trump oznanil, da bo Vivek Ramaswamy skupaj z Elonom Muskom vodil novo Službo za vladno učinkovitost, kjer se bo ukvarjal z »odstranitvijo odvečne birokracije in zmanjšanjem regulacij«.

## Zasebno življenje
Poročen je z zdravnico Apoorvo Tewari, s katero ima dva otroka. Ramaswamy je vegetarijanec, leta 2020 se javno deklariral za aktivista za pravice živali, dejal je, da je "napačno ubijati živali zaradi kulinaričnih užitkov."